# گرت تمپل
گرت تمپل (انگلیسی: Garrett Temple؛ زادهٔ ۸ مهٔ ۱۹۸۶) بازیکن بسکتبال اهل ایالات متحده آمریکا است.
از باشگاه‌هایی که در آن بازی کرده‌است می‌توان به ساکرامنتو کینگز، واشینگتن ویزاردز، هیوستون راکتس، میلواکی باکس، سن آنتونیو اسپرز، و شارلوت هورنتس اشاره کرد.